# Sabor (física)
Na física das partículas, sabor é um conjunto de números quânticos (ou simetria) que caracteriza diversos tipos de quarks  e léptons - duas subfamílias de férmions -, os quais seriam indistinguíveis com base em outras propriedades. Portanto, os sabores permitem distinguir certas classes de partículas cujas demais propriedades (carga elétrica, interatividade  etc.) são similares. Na teoria eletrofraca, tal simetria é uma simetria de gauge e se manifesta justamente na mudança do sabor. Na cromodinâmica quântica, é uma simetria global, também chamada quiral.
No modelo padrão  das partículas subatômicas — em que é possível distinguir quarks e  léptons — os léptons se diferenciam em seis sabores (e, μ, τ, νe, νμ e ντ, que representam respectivamente o elétron, o múon, o tau, o neutrino do elétron, o neutrino do múon e o neutrino do tau); também os quarks se apresentam em seis sabores (u, d, s, c, b, t, que são as letras iniciais das palavras up, down, strange, charm, bottom e top, respectivamente). As denominações dos sabores foram introduzidas por  Murray Gell-Mann, que nomeou o quark strange, por ocasião da detecção do kaon, em 1964.
Apenas uma interação pode trocar o sabor de uma partícula: a força nuclear fraca.